# Records des Pays-Bas d'athlétisme

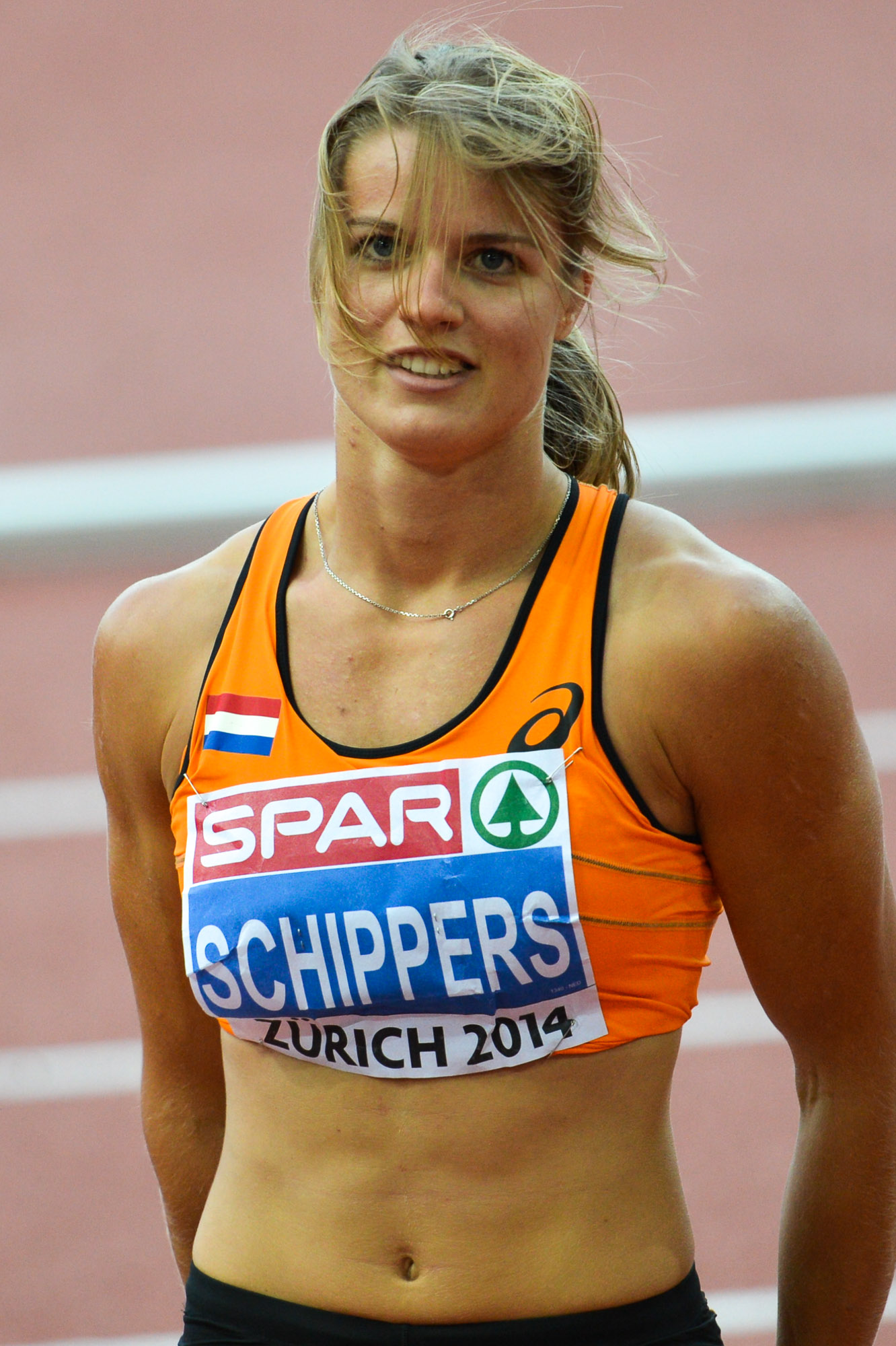
Dafne Schippers détient plusieurs records nationaux.

Les records des Pays-Bas d'athlétisme sont les meilleures performances réalisées par des athlètes néerlandais et homologuées par l'Union royale néerlandaise d'athlétisme.

## Plein air

### Hommes
| Épreuve              | Record | Athlète                                                                           | Date                        | Compétition                                  | Lieu                    | Réf.         |
| -------------------- | --- | --------------------------------------------------------------------------------- | --------------------------- | -------------------------------------------- | ----------------------- | ------------ |
| 100 m                | 9 s 91 (+0,7 m/s) | Churandy Martina                                                                  | 5 août 2012                 | Jeux olympiques                              | Londres                 | [ 1 ]        |
| 200 m                | 19 s 81 (+0,4 m/s) | Churandy Martina                                                                  | 25 août 2016                | Athletissima                                 | Lausanne                | [ 2 ]        |
| 400 m                | 44 s 48 | Liemarvin Bonevacia                                                               | 21 août 2021                | CITIUS Meeting                               | Berne                   | [ 3 ]        |
| 800 m                | 1 min 43 s 45 | Bram Som                                                                          | 18 août 2006                | Weltklasse Zürich                            | Zurich                  |              |
| 1 500 m              | 3 min 29 s 54 | Niels Laros                                                                       | 6 août 2024                 | Jeux olympiques                              | Saint-Denis             | [ 4 ]        |
| Mile                 | 3 min 51 s 39 | Gert-Jan Liefers                                                                  | 1er juin 2003               | Fanny Blankers-Koen Games                    | Hengelo                 |              |
| 3 000 m              | 7 min 37 s 48 | Gert-Jan Liefers                                                                  | 29 mai 2005                 | Fanny Blankers-Koen Games                    | Hengelo                 |              |
| 5 000 m              | 13 min 5 s 66 | Mike Foppen                                                                       | 15 juillet 2023             | Night of Athletics                           | Heusden-Zolder          | [ 5 ]        |
| 10 000 m             | 27 min 26 s 29 | Kamiel Maase                                                                      | 30 août 2002                | Memorial Van Damme                           | Bruxelles               |              |
| 5 km (route)         | 13 min 26 s | Niels Laros                                                                       | 11 février 2024             |                                              | Monaco                  |              |
| 10 km (route)        | 27 min 45 s | Filmon Tesfu                                                                      | 12 janvier 2025             |                                              | Valence                 |              |
| Semi-marathon        | 1 h 00 min 21 s | Abdi Nageeye                                                                      | 10 mars 2024                | CPC Loop Den Haag                            | La Haye                 | [ 6 ]        |
| Marathon             | 2 h 04 min 45 s | Abdi Nageeye                                                                      | 14 avril 2024               | Marathon de Rotterdam                        | Rotterdam               | ,            |
| 110 mètres haies     | 13 s 15 (+0,3 m/s) | Robin Korving                                                                     | 2 juillet 1999              | Athletissima                                 | Lausanne                |              |
| 400 mètres haies     | 48 s 36 | Nick Smidt                                                                        | 2 juillet 2023 21 août 2024 | Résisprint Folksam Grand Prix                | La Chaux-de-Fonds Borås | [ 9 ] [ 10 ] |
| 3 000 m steeple      | 8 min 04 s 95 | Simon Vroemen                                                                     | 26 août 2005                | Mémorial Van Damme                           | Bruxelles               |              |
| Saut en hauteur      | 2,30 m | Wilbert Pennings (en)                                                             | 7 août 1999                 | Internationales Hochsprung-Meeting Eberstadt | Eberstadt               |              |
| Saut à la perche     | 5,92 m | Menno Vloon                                                                       | 2 septembre 2024            | ISTAF Berlin                                 | Berlin                  | [ 11 ]       |
| Saut en longueur     | 8,29 m (0,4 m/s) | Ignisious Gaisah                                                                  | 16 août 2013                | Championnats du monde                        | Moscou                  | [ 12 ]       |
| Triple saut          | 16,65 m | Fabian Florant                                                                    | 1er juin 2009               | Weseler Springermeeting                      | Wesel                   |              |
| Lancer du poids      | 21,62 m | Rutger Smith                                                                      | 10 juin 2006                | Gouden Spike                                 | Leyde                   |              |
| Lancer du disque     | 68,12 m | Erik de Bruin                                                                     | 1er avril 1991              | Meeting AV Horror                            | Sneek                   |              |
| Lancer du marteau    | 79,09 m | Denzel Comenentia                                                                 | 17 mai 2024                 | Los Angeles Grand Prix                       | Los Angeles             | [ 14 ]       |
| Lancer du javelot    | 80,70 m | Thomas van Ophem                                                                  | 7 juin 2017                 | Duinlopermeeting                             | Castricum               | [ 15 ]       |
| Décathlon            | 8 607 pts | Sven Roosen                                                                       | 3 août 2024                 | Jeux olympiques                              | Saint-Denis             | [ 16 ]       |
| Décathlon            | 10 s 52 (+0,8 m/s) (100 m), 7,56 m (-0,6 m/s) (longueur), 15,10 m (poids), 1,87 m (hauteur), 46 s 40 (400 m) / 13 s 99 (+0,7 m/s) (110 m haies), 46,88 m (disque), 4,70 m (perche), 63,72 m (javelot), 4 min 18 s 55 (1 500 m) |                                                                                   |                             |                                              |                         |              |
| 20 km marche (route) | 1 h 24 min 52 s | Harold van Beek                                                                   | 1er mai 1992                |                                              | Vigneulles              |              |
| 50 km marche (route) | 3 h 58 min 21 s | Harold van Beek                                                                   | 5 avril 1992                |                                              | Békéscsaba              |              |
| 4 × 100 m            | 37 s 91 | Équipe nationale Joris van Gool Taymir Burnet Hensley Paulina Churandy Martina    | 4 octobre 2019              | Championnats du monde                        | Doha                    | [ 17 ]       |
| 4 × 400 m            | 2 min 57 s 18 | Équipe nationale Liemarvin Bonevacia Terrence Agard Tony van Diepen Ramsey Angela | 7 août 2021                 | Jeux olympiques                              | Tokyo                   | [ 18 ]       |

### Femmes
| Épreuve              | Record | Athlète                                                                       | Date              | Compétition                                    | Lieu              | Réf.   |
| -------------------- | --- | ----------------------------------------------------------------------------- | ----------------- | ---------------------------------------------- | ----------------- | ------ |
| 100 m                | 10 s 81 (-0,3 m/s) | Dafne Schippers                                                               | 24 août 2015      | Championnats du monde                          | Pékin             | [ 19 ] |
| 200 m                | 21 s 63 (+0,2 m/s) | Dafne Schippers                                                               | 28 août 2015      | Championnats du monde                          | Pékin             | [ 20 ] |
| 400 m                | 49 s 44 | Femke Bol                                                                     | 17 août 2022      | Championnats d'Europe                          | Munich            | [ 21 ] |
| 800 m                | 1 min 55 s 54 | Ellen van Langen                                                              | 3 août 1992       | Jeux olympiques                                | Barcelone         |        |
| 1 500 m              | 3 min 51 s 95 (AR) | Sifan Hassan                                                                  | 5 octobre 2019    | Championnats du monde                          | Doha              | [ 22 ] |
| Mile                 | 4 min 12 s 33 (WR) | Sifan Hassan                                                                  | 12 juillet 2019   | Herculis                                       | Monaco            | [ 23 ] |
| 3 000 m              | 8 min 18 s 49 (AR) | Sifan Hassan                                                                  | 30 juin 2019      | Prefontaine Classic                            | Palo Alto         | [ 24 ] |
| 5 000 m              | 14 min 13 s 42 (AR) | Sifan Hassan                                                                  | 23 juillet 2023   | London Grand Prix                              | Londres           | [ 25 ] |
| 10 000 m             | 29 min 06 s 82 (AR) | Sifan Hassan                                                                  | 6 juin 2021       | Fanny Blankers-Koen Games                      | Hengelo           | [ 26 ] |
| 5 km (route)         | 14 min 39 s | Diane van Es                                                                  | 9 février 2025    |                                                | Monaco            |        |
| 10 km (route)        | 30 min 29 s | Diane van Es                                                                  | 12 janvier 2025   |                                                | Schoorl           |        |
| Semi-marathon        | 1 h 05 min 15 s (AR) | Sifan Hassan                                                                  | 16 septembre 2018 | Semi-marathon de Copenhague                    | Copenhague        | [ 27 ] |
| Marathon             | 2 h 13 min 44 s (AR) | Sifan Hassan                                                                  | 8 octobre 2023    | Marathon de Chicago                            | Chicago           | [ 28 ] |
| 100 mètres haies     | 12 s 36 (+1,6 m/s) | Nadine Visser                                                                 | 14 juillet 2024   | Résisprint                                     | La Chaux-de-Fonds | [ 29 ] |
| 400 mètres haies     | 50 s 95 (AR) | Femke Bol                                                                     | 14 juillet 2024   | Résisprint                                     | La Chaux-de-Fonds | [ 30 ] |
| 3 000 m steeple      | 9 min 27 s 38 | Irene van der Reijken                                                         | 3 juin 2021       | Meeting Iberoamericano                         | Huelva            | [ 31 ] |
| Saut en hauteur      | 1,95 m | Britt Weerman                                                                 | 16 juillet 2022   | Flanders Cup                                   | Ninove            | [ 32 ] |
| Saut à la perche     | 4,55 m | Femke Pluim                                                                   | 1er août 2015     | Championnats des Pays-Bas                      | Amsterdam         |        |
| Saut en longueur     | 6,78 m (0,0 m/s) | Dafne Schippers                                                               | 26 juillet 2014   | Championnats des Pays-Bas                      | Amsterdam         | [ 33 ] |
| Triple saut          | 13,51 m (-0,4 m/s) | Brenda Baar                                                                   | 18 juin 2011      | Championnats d'Europe par équipes First League | Izmir             | [ 34 ] |
| Lancer du poids      | 20,33 m | Jessica Schilder                                                              | 7 juillet 2024    | Fanny Blankers-Koen Games                      | Hengelo           | [ 35 ] |
| Lancer du disque     | 70,22 m | Jorinde van Klinken                                                           | 22 mai 2021       | USATF Throws Fest                              | Tucson            | [ 36 ] |
| Lancer du marteau    | 65,79 m | Debby van der Schilt                                                          | 22 mai 2004       |                                                | Halle             |        |
| Lancer du javelot    | 60,92 m | Lisanne Schol                                                                 | 8 juin 2019       | Gouden Spike                                   | Leyde             | [ 37 ] |
| Heptathlon           | 6 867 pts | Anouk Vetter                                                                  | 18 juillet 2022   | Championnats du monde                          | Eugene            |        |
| Heptathlon           | 13 s 30 (100 m haies), 1,80 m (hauteur), 16,25 m (poids), 23 s 73 (200 m) / 6,52 m (longueur), 58,29 m (javelot), 2 min 20 s 09 (800 m) |                                                                               |                   |                                                |                   |        |
| 20 km marche (route) | 1 h 50 min 52 s | Anne van Andel                                                                | 11 mars 2018      | Mémorial Mario Albisetti                       | Lugano            | [ 38 ] |
| 35 km marche (route) | 3 h 40 min 9 s | Anne van Andel                                                                | 1er octobre 2023  |                                                | Tilburg           |        |
| 50 km marche (route) | 5 h 30 min 11 s | Anne van Andel                                                                | 1er octobre 2017  |                                                | Tilburg           |        |
| 4 × 100 m            | 42 s 04 | Équipe nationale Jamile Samuel Dafne Schippers Tessa van Schagen Naomi Sedney | 10 juillet 2016   | Championnats d'Europe                          | Amsterdam         | [ 39 ] |
| 4 × 400 m            | 3 min 19 s 50 | Équipe nationale Lieke Klaver Cathelijn Peeters Lisanne de Witte Femke Bol    | 10 août 2024      | Jeux olympiques                                | Saint-Denis       | [ 40 ] |

### Mixte
| Épreuve   | Record            | Athlète                                                                  | Date        | Compétition     | Lieu        | Réf. |
| --------- | ----------------- | ------------------------------------------------------------------------ | ----------- | --------------- | ----------- | ---- |
| 4 × 400 m | 3 min 7 s 43 (AR) | Équipe nationale Eugene Omalla Lieke Klaver Isaya Klein Ikkink Femke Bol | 3 août 2024 | Jeux olympiques | Saint-Denis |      |

## Salle

### Hommes
| Épreuve          | Record         | Athlète                                                          | Date                       | Compétition                    | Lieu                  | Réf.   |
| ---------------- | -------------- | ---------------------------------------------------------------- | -------------------------- | ------------------------------ | --------------------- | ------ |
| 50 m             | 5 s 85         | Marc van de Krogt                                                | 16 janvier 1988            |                                | Zwolle                |        |
| 60 m             | 6 s 56         | Raphael Bouju                                                    | 29 janvier 2025            |                                | Belgrade              |        |
| 200 m            | 20 s 77        | Patrick van Balkom                                               | 9 mars 2001                | Championnats du monde          | Lisbonne              | [ 41 ] |
| 400 m            | 45 s 48        | Liemarvin Bonevacia                                              | 27 février 2022            | Championnats des Pays-Bas      | Apeldoorn             | [ 42 ] |
| 800 m            | 1 min 45 s 86  | Bram Som                                                         | 28 février 2003            |                                | Karlsruhe             | [ 43 ] |
| 1 000 m          | 2 min 16 s 4   | Rob Druppers                                                     | 20 février 1988            |                                | La Haye               | [ 44 ] |
| 1 500 m          | 3 min 35 s 61  | Samuel Chapple                                                   | 25 janvier 2025            |                                | Apeldoorn             |        |
| Mile             | 3 min 52 s 70  | Stefan Nillessen                                                 | 13 février 2025            |                                | Liévin                |        |
| 3 000 m          | 7 min 29 s 49  | Niels Laros                                                      | 13 février 2025            |                                | Liévin                |        |
| 5 000 m          | 13 min 8 s 60  | Mike Foppen                                                      | 26 janvier 2024            |                                | Boston                |        |
| 50 m haies       | 6 s 63         | Marcel van der Westen                                            | 25 janvier 2003            |                                | Zuidbroek (Groningue) |        |
| 60 m haies       | 7 s 52         | Gregory Sedoc                                                    | 7 février 2009             |                                | Stuttgart             |        |
| Saut en hauteur  | 2 m 31         | Wilbert Pennings Douwe Amels                                     | 9 février 2002 5 mars 2023 |                                | Siegen Istanbul       |        |
| Saut à la perche | 5 m 96         | Menno Vloon                                                      | 27 février 2021            |                                | Clermont-Ferrand      |        |
| Saut en longueur | 8 m 23         | Emiel Mellaard                                                   | 5 février 1989             |                                | La Haye               |        |
| Triple saut      | 16 m 69        | Fabian Florant                                                   | 1er mars 2013              |                                | Göteborg              |        |
| Lancer du poids  | 20 m 89        | Rutger Smith                                                     | 16 février 2008            |                                | Gand                  |        |
| Heptathlon       | 6 372 pts      | Eelco Sintnicolaas                                               | 1er mars 2013              |                                | Göteborg              |        |
| Heptathlon       |                |                                                                  |                            |                                |                       |        |
| 5 000 marche     | 20 min 17 s 42 | Harold van Beek                                                  | 22 février 1997            |                                | La Haye               |        |
| 4 x 200 m        | 1 min 27 s 06  | Patrick van Balkom Patrick Snoek Eric Roeske Auke Klarenbeek     | 2 février 1997             |                                | La Haye               |        |
| 4 × 400 m        | 3 min 4 s 25   | Terrence Agard Liemarvin Bonevacia Ramsey Angela Tony van Diepen | 3 mars 2024                | Championnats du monde en salle | Glasgow               |        |
| 4 x 800 m        | 7 min 39 s 89  |                                                                  |                            |                                |                       |        |

### Femmes
| Épreuve          | Record | Athlète                                                                          | Date                           | Compétition                    | Lieu          | Réf.   |
| ---------------- | --- | -------------------------------------------------------------------------------- | ------------------------------ | ------------------------------ | ------------- | ------ |
| 50 m             | 6 s 19 | Nelli Cooman                                                                     | 31 janvier 1987                |                                | Ottawa        | [ 45 ] |
| 60 m             | 7 s 00 | Nelli Cooman                                                                     | 23 février 1986                | Championnats d'Europe          | Madrid        | [ 45 ] |
| 60 m             | 7 s 00 | Dafne Schippers                                                                  | 13 février 2016                | ISTAF                          | Berlin        | [ 46 ] |
| 200 m            | 22 s 64 | Femke Bol                                                                        | 3 février 2024                 |                                | Metz          |        |
| 400 m            | 49 s 17 (WR) | Femke Bol                                                                        | 2 mars 2024                    | Championnats du monde en salle | Glasgow       | [ 47 ] |
| 800 m            | 2 min 0 s 01 | Ester Goossens                                                                   | 15 février 2001                |                                | Stockholm     | [ 48 ] |
| 1 000 m          | 2 min 37 s 85 | Maureen Koster                                                                   | 25 février 2023                | Birmingham Indoor Grand Prix   | Birmingham    |        |
| 1 500 m          | 4 min 0 s 46 | Sifan Hassan                                                                     | 19 février 2015                |                                | Stockholm     | [ 49 ] |
| Mile             | 4 min 28 s 08 | Elly van Hulst                                                                   | 5 février 1988                 |                                | Sindelfingen  |        |
| 3 000 m          | 8 min 30 s 76 | Sifan Hassan                                                                     | 18 février 2017                |                                | Birmingham    |        |
| 5 000 m          | 16 min 40 s 96 | Brenda Sleeuwenhoek                                                              | 26 février 1994                |                                | Reno          |        |
| 50 m haies       | 6 s 91 | Marjan Olyslager                                                                 | 24 janvier 1987                |                                | Zwolle        | [ 50 ] |
| 60 m haies       | 7 s 72 | Nadine Visser                                                                    | 7 mars 2025                    | Championnats d'Europe en salle | Apeldoorn     | [ 51 ] |
| Saut en hauteur  | 1 m 96 | Britt Weerman                                                                    | 3 février 2023 11 février 2023 |                                | Weinheim Metz |        |
| Saut à la perche | 4 m 52 | Femke Pluim                                                                      | 31 janvier 2021                | Perche Elite Tour              | Tourcoing     | [ 52 ] |
| Saut en longueur | 6 m 70 | Pauline Hondema                                                                  | 14 février 2025                |                                | Berlin        |        |
| Triple saut      | 13 m 21 | Maureen Herremans                                                                | 23 janvier 2022                |                                | Liévin        | [ 53 ] |
| Lancer du poids  | 20 m 31 | Jessica Schilder                                                                 | 17 février 2024                |                                | Apeldoorn     |        |
| Pentathlon       | 4 830 pts | Nadine Broersen                                                                  | 7 mars 2014                    | Championnats du monde          | Sopot         |        |
| Pentathlon       | 8 s 32 (60 m haies), 1 m 93 (saut en hauteur), 14 m 59 (lancer de poids), 6 m 17 (saut en longueur), 2 min 14 s 97 (800 m) |                                                                                  |                                |                                |               |        |
| 3 000 marche     | 15 min 40 s 35 | Anne van Andel                                                                   | 19 février 2023                |                                | Gand          |        |
| 4 x 200 m        | 1 min 39 s 44 | Eindhoven Atletiek Joyce Puts Zanna Vanterpool Esther Akihary Sacha van Agt      | 8 février 2020                 |                                | Apeldoorn     |        |
| 4 × 400 m        | 3 min 25 s 07 | Equipe nationale Lieke Klaver Lisanne de Witte Cathelijn Peeters Femke Bol       | 3 mars 2024                    | Championnats du monde en salle | Glasgow       |        |
| 4 x 800 m        | 10 min 54 s 97 | PAC Rotterdam Marlou Klaver Monique van der Meer Ingrid Diepenmaat Ellen Ruigrok | 24 mars 1996                   |                                | La Haye       |        |